# Chelodina pritchardi
Chelodina pritchardi is een schildpad uit de familie slangenhalsschildpadden (Chelidae).

## Naam en indeling
De wetenschappelijke naam van de schildpad werd voor het eerst voorgesteld door Anders Gunnar Johannes Rhodin in 1994, zodat de soort nog niet in alle literatuur wordt vermeld. De soortnaam pritchardi is een eerbetoon aan de Britse herpetoloog Peter Charles Howard Pritchard (1943). Pritchard is daarnaast oprichter van het Chelonian Research Institute.

## Uiterlijke kenmerken
Chelodina pritchardi bereikt een schildlengte tot ongeveer 23 centimeter, de mannetjes blijven echter aanzienlijk kleiner en worden ongeveer 18,5 cm lang. Het rugschild is bruin van kleur en is het breedst achter het midden, gezien vanaf de voorzijde. Het schildoppervlak is voorzien van een gerimpelde structuur. De marginaalschilden aan de voorzijde zijn verbreed. Het buikschild is geel, de marginaalschilden en de De kleur van de kop en poten is grijsbruin, aan de onderzijde lichter tot witgeel. Op de nek zijn vele kleine stekeltjes aanwezig.

## Verspreiding en habitat
De schildpad komt voor in delen van Azië en leeft endemisch in Papoea-Nieuw-Guinea, en alleen in het zuidoosten van het land. De habitat bestaat waarschijnlijk uit rivieren met langzaam stromend water.

## Levenswijze
Over de voortplanting is nog weinig bekend. Uit een waarneming van een exemplaar in gevangenschap is bekend dat de vrouwtjes ovale eieren afzetten met een lengte van ongeveer 26 tot 28 millimeter en een breedte van ongeveer 18 tot 20 mm. De hardschalige eieren hebben een witte kleur.

## Beschermingsstatus
Door de internationale natuurbeschermingsorganisatie IUCN is de beschermingsstatus 'kwetsbaar' toegewezen (Vulnerable of VU).